# Emilio Lara
Emilio Lara, né le 18 mai 2002 à Atizapán de Zaragoza au Mexique, est un footballeur international mexicain qui joue au poste de défenseur central avec le Club Necaxa, en prêt du Club América.

## Carrière

### En club
Formé par le Club América, il est promu en équipe première en août 2019 par l'entraîneur Miguel Herrera, à la suite des blessures de plusieurs défenseurs de l'équipe.

### En sélection nationale
En octobre et novembre 2019, il est sélectionné pour la Coupe du monde des moins de 17 ans au Brésil. Il joue quatre matchs en tant que titulaire au poste d'arrière droit, dont la finale de la compétition où les Mexicains perdent face au Brésil (1-2).
En décembre 2021, Emilio Lara est convoqué pour la première fois avec l'équipe nationale du Mexique.

## Palmarès
Mexique -17 ans
- Championnat de la CONCACAF des moins de 17 ans
  - Vainqueur en 2019.
- coupe du monde des moins de 17 ans
  - Finaliste en 2019.